# Iveco Bus
Iveco Bus (1999-2013 Irisbus) är en multinationell koncern som ägs av Iveco och har sitt huvudkontor i Lyon i Frankrike. Irisbus tillverkar bussar för många ändamål, allt från skolbussar och stadsbussar till turistbussar.
Bolaget bildades 1999 när Volvo köpte Renaults tillverkning av tunga fordon. För att EU skulle godkänna affären krävdes att Renaults busstillverkning som även omfattade franska Heuliez och tjeckiska Karosa inte ingick i affären samt att Volvos aktier i franska tillverkaren Heuliez såldes. Eftersom Renault redan var delägare i Irisbus tillsammans med Iveco övergick Renaults aktier i Irisbus till Iveco som då blev största ägare. Sedan tidigare hade Iveco även köpt spanska tillverkaren Pegaso. Strax före lastbilsaffären mellan Volvo och Renault hade Volvo sålt sina aktier i Heuliez till Renaults bussdivision. Eftersom Iveco tog över Renaults busstillverkning fick man således Heuliez och Karosa på köpet. Med detta fick Irisbus en stark position även på den centraleuropeiska bussmarknaden.
Eftersom ungerska busstillverkaren Ikarus klarat omställningen till marknadsekonomi dåligt var bolaget nästan konkursmässigt.
Eftersom Ikarus hade ett starkt varumärke i östra Europa köpte Iveco även Ikarus samma år. Idag består alltså Irisbus egentligen av flera bolag, men marknadsförs som ett sammanhållet bolag.